# Фомина, Жанна Петровна
Жанна Петровна Фомина (15 марта 1931, Севастополь — 7 августа 2011, Москва) — советская и российская журналистка, главный редактор, тележурналист, одна из основоположниц советского телевидения, доктор филологических наук.

## Биография
Отец — вице-адмирал Пётр Фомич Фомин. 
Начинала работать корреспондентом. Затем в годы становления советского телевидения была главным редактором сразу почти всего советского телеэфира — кроме программы «Время»).
Жанна Фомина открыла телевидению многих теперешних звезд российского ТВ, среди них академик Сергей Капица как ведущий передачи «Очевидное — невероятное». Николай Дроздов был приглашен ею в качестве ведущего «В мире животных», после ухода из передачи её создателя Александра Згуриди. Фомина в 1973 году открыла как телеведущего Юрия Сенкевича, который стал вторым ведущим программы «Клуб путешественников», сменив в кресле ведущего Владимира Шнейдерова.
Жанна Фомина еще в советские годы ввела в журналистский лексикон такой термин как «программирование», тогда его можно было описать как выстраивание сетки передач с учетом удобства её просмотра зрительской аудиторией.
Около 10 лет Жанна Фомина трудилась на «Интервидении» в Праге, отчасти благодаря ей на советское, а потом и российское ТВ постепенно внедрилось спутниковое телевидение.
В последние годы жизни Жанна Фомина трудилась советником директора филиала ВГТРК «ГТРК Культура».
Скончалась 7 августа 2011 года в Москве на 81-м году жизни.

## Награды
- Орден Дружбы народов (14 ноября 1980 года) — за большую работу по подготовке и проведению Игр XXII Олимпиады[1].